# Sacagawea
Sacagawea byla Indiánka z kmene Šošonů, jež se jako jediná žena zúčastnila v roli tlumočnice a průvodkyně objevování amerického Západu v expedici Lewise a Clarka, která proběhla v letech 1804–1806. Ti byli pověřeni prezidentem Thomasem Jeffersonem zmapovat neprozkoumaná území ze St. Luis v Missouri až k Tichému oceánu, zároveň pokud možno najít říční cestu či nerostné suroviny.

## Život
Sacagawea se narodila kolem roku 1788 v Idahu do rodiny náčelníka kmene Šošonů. Uvádí se, že byla jako mladá dívka unesena nepřátelským kmenem, který ji prodal lovci kožešin a obchodníkovi Charbonneauovi. Ten se s ní oženil a žili v dnešní Severní Dakotě v oblasti horního toku řeky Missouri, kde je potkali Lewis a Clark, kteří se potřebovali domluvit s indiánskými kmeny. Oba se přidali k výpravě a Sacagawea vyjednávala například obchody a nákupy koní u Šošonů. Tam se údajně znovu shledala se svým bratrem, jenž byl náčelníkem kmene. Ona ale dále pokračovala s expedicí a všechny strázně snášela i se svým synem Janem Baptistou, který je oním miminkem na minci.
Po skončení expedice už jsou zprávy o jejím životě spíše vzácné. Předpokládá se, že s manželem později využili nabídky pobytu v St. Luis, kde žil i William Clark, jenž si oblíbil jejich syna, a rozhodl se mu zajistit vzdělání. V roce 1812 se manželům narodila ještě dcera Lissete, pravděpodobně několik měsíců po jejím narození Sacagawea zemřela v pevnosti Fort Manuel (či Fort Lisa) v dnešní Severní Dakotě. Dceru později také adoptoval Wiliam Clark.

## Legenda
Na počátku 20. století se stala pro sufražetky symbolem hodnot spojených s nezávislostí a odvahou. Byl hledán její hrob a dle některých indiánských narativních zdrojů se vrátila zpět a klidně dožila skoro 100 let v kmeni Komančů.

## Mince
Byla zobrazena jako indiánská žena s dítětem na jednodolarové minci ze speciální edice z roku 2001 a 2009.